# Ben Lerner
Ben Lerner (Topeka, 4 febbraio 1979) è uno scrittore e poeta statunitense.

## Biografia e opere
Ben Lerner è nato a Topeka nel Kansas. Ha conseguito un Bachelor of Arts in "Political Theory" e un Master in "Creative Writing" alla Brown University.
La sua prima opera è una raccolta di 52 sonetti dal titolo The Lichtenberg Figures (in italiano Le figure di Lichtenberg, 2017, Edizioni Tlon), con cui ha vinto l'Hayden Carruth Prize.
Nel 2003, grazie a una Fulbright Scholarship, si è trasferito in Spagna, a Madrid, dove ha scritto il suo secondo libro di poesie Angle of Yaw, pubblicato poi nel 2006 e finalista al National Book Award.
Il suo esordio Leaving the Atocha Station (in italiano Un Uomo di passaggio, 2011, Neri Pozza) ha vinto il Believer Book Award. Nel 2014 ha pubblicato il suo secondo romanzo 10:04 (in italiano Nel Mondo a Venire, 2015, Sellerio), vincitore del Terry Southern Prize di The Paris Review.
In italiano sono disponibili i suoi tre romanzi: Un uomo di passaggio (Neri Pozza), Nel mondo a venire (Sellerio) e Topeka School (Sellerio), tutti e tre ben accolti dalla critica internazionale e nazionale. Secondo The Guardian, i primi due romanzi di Lerner sono "rivoluzionari". Lo scrittore Jeffrey Eugenides ha scritto: "Chiunque si interessi alla migliore letteratura contemporanea dovrebbe leggere Ben Lerner". 
Lerner è un professore di inglese e scrittura creativa al Brooklyn College.

## Opere

### Poesia
- Le figure di Lichtenberg [The Lichtenberg Figures], traduzione di Damiano Abeni e Moira Egan, Milano, Tlon, 2017  [2004],  p. 123, ISBN 8899684332.
- Angolo di imbardata IV [Angle of Yaw IV], traduzione di Damiano Abeni, Firenze, Arcipelago Edizioni, 2015  [2006],  p. 46, ISBN 8876955208.
- Mean Free Path, 2010,  p. 69, ISBN 0374279217.
- The Lights, 2024,  p. 177, ISBN 0374279217.

### Narrativa
- Un uomo di passaggio [Leaving the Atocha Station], traduzione di Laura Prandino, Venezia, Neri Pozza, 2012  [2011],  p. 189, ISBN 8865598972.
- Nel mondo a venire [10:04], traduzione di Martina Testa, Palermo, Sellerio, 2015  [2014],  p. 292, ISBN 8838932840.

- Topeka School [The Topeka School], traduzione di Martina Testa, Palermo, Sellerio, 2020  [2019],  p. 375, ISBN 8838940533.

### Saggistica
- Odiare la poesia [The Hatred of Poetry], traduzione di Martina Testa, Palermo, Sellerio, 2017  [2016],  p. 83, ISBN 8838936587.